# Elena Sazonenkova
Elena Sazonenkova, née le 22 octobre 1973 à Riga, est une gymnaste artistique soviétique. 

## Carrière
Elena Sazonenkova est médaillée d'or par équipes aux Championnats du monde de gymnastique artistique 1989 à Stuttgart. Elle obtient à l'Universiade d'été de 1991 à Sheffield la médaille d'or du concours général individuel, la médaille d'argent du sol et la médaille de bronze par équipes.